# スピナッツォーラ
スピナッツォーラ（イタリア語: Spinazzola）は、イタリア共和国プッリャ州バルレッタ＝アンドリア＝トラーニ県にある、人口約6,400人の基礎自治体（コムーネ）。

## 名称
Spinazzola は [spinaʦˈʦɔla] と発音される。日本語文献では「スピナッツォーラ」のほか「スピナッツォラ」などの転記も見られる。
標準イタリア語以外の言語では以下の名称を持つ。
- バーリ方言 (it) : Spenazzóle [6]

## 地理

### 位置・広がり
バルレッタ＝アンドリア＝トラーニ県南部のコムーネ。県都の一つであるアンドリアの南南西約34km、州都バーリの西南西約68km、フォッジャの南東約71km、ナポリの東約154kmに位置する。

#### 隣接コムーネ
隣接するコムーネは以下の通り。BAはバーリ県、PZはポテンツァ県所属。
- ミネルヴィーノ・ムルジェ - 北
- アンドリア - 北東
- ルーヴォ・ディ・プーリア (BA) - 北東
- グラヴィーナ・イン・プーリア (BA) - 南東
- ポッジョルシーニ (BA) - 南東
- ジェンツァーノ・ディ・ルカーニア (PZ) - 南
- バンツィ (PZ) - 南
- パラッツォ・サン・ジェルヴァージオ (PZ) - 南西
- ヴェノーザ (PZ) - 西
- モンテミローネ (PZ) - 北西

## 歴史
2004年にバルレッタ＝アンドリア＝トラーニ県が設置されると（自治体としての発足は2009年）、バーリ県から移された。

## 姉妹都市
- ヴェルバーニア（イタリア、ヴェルバーノ・クジオ・オッソラ県） - 1994年

## 人物

### 著名な出身者
- ミケーレ・ルッジェーリ - 16-17世紀のイエズス会宣教師。
- インノケンティウス12世 - 17世紀後半のローマ教皇。